# Saint-Ex
Saint-Ex è un film per la TV britannico del 1996, pubblicato come episodio della serie TV della BBC Two Bookmark, dopo la sua prima al London Film Festival. La storia documenta la vita dello scrittore-aviatore francese Antoine de Saint-Exupéry sotto forma di un "poema sinfonico". Il film è stato diretto da Anand Tucker e interpretato da Bruno Ganz, Miranda Richardson e Janet McTeer. La sceneggiatura era di Frank Cottrell Boyce, mentre i figli dello scrittore, Aidan e Joseph, interpretavano i fratelli Saint-Exupéry, François e Antoine, da bambini.

## Trama
Antoine de Saint-Exupéry (Bruno Ganz), cresciuto in una famiglia aristocratica francese, sceglie di diventare pilota. Con sgomento della sua famiglia, il giovane Antoine parte per accettare un lavoro come trasportatore di posta aerea all'estero.
Antoine sposa la bella Consuelo (Miranda Richardson) e si stabiliscono a Casablanca. La tensione costante sul loro matrimonio a causa dei suoi voli pericolosi porta Consuelo a partire e andare a Parigi. Antoine la insegue, si riconciliano, ma si rifiuta di rinunciare al volo anche quando viene quasi ucciso quando si schianta nel tentativo di battere il record aereo Parigi-Saigon.
Alla fine degli anni '30, Antoine diventa un pilota di posta aerea di successo volando in Europa, Africa e Sud America. Durante questo periodo divenne uno scrittore e la sua opera più famosa fu Il piccolo principe.
Allo scoppio della seconda guerra mondiale, Antoine si arruola nell'aeronautica militare francese (Armée de l'Air), ma dopo la sconfitta della Francia si arruola nell'aeronautica francese libera in Nord Africa. Nel luglio 1944, mentre volava su un F-5 Lightning in una missione di ricognizione sul Mediterraneo, Antoine scompare misteriosamente.

## Cast
- Bruno Ganz: Antoine de Saint-Exupéry
- Miranda Richardson: Consuelo de Saint-Exupéry
- Janet McTeer: Geneviève de Ville-Franche
- Ken Stott: Prevost
- Katrin Cartlidge: Gabrielle de Saint-Exupéry
- Brid Brennan: Simone de Saint-Exupéry
- Eleanor Bron: Marie de Saint-Exupéry
- Karl Johnson: Didier Daurat
- Daniel Craig: Guillaumet
- Dominic Rowan: impiegato aeropostale
- Anna Calder-Marshall: Moisy
- Joe Cottrell Boyce: il giovane Antoine
- Aidan Cottrell: Francois
- Nicholas Hewetson: pilota francese
- Alex Kingston: Chic Party Guest

## Produzione
Saint-Ex è stato girato e distribuito nel Regno Unito. Il film è stato il debutto cinematografico del regista Anand Tucker e combina elementi di biografia, documentario e ricreazione drammatica. L'uso di interviste documentarie d'epoca in bianco e nero è intervallato da live action ed effetti ottici generati su pellicola a colori.